# Verordnung (EU) 2023/1115 (entwaldungsfreie Lieferketten)
Die Verordnung (EU) 2023/1115 des Europäischen Parlaments und des Rates vom 31. Mai 2023 über die Bereitstellung bestimmter Rohstoffe und Erzeugnisse, die mit Entwaldung und Waldschädigung in Verbindung stehen, auf dem Unionsmarkt und ihre Ausfuhr aus der Union sowie zur Aufhebung der Verordnung (EU) Nr. 995/2010 (Text von Bedeutung für den EWR) (umgangssprachlich Entwaldungsverordnung oder EUDR – Abkürzung von englisch European Deforestation Regulation – genannt) ist eine Verordnung der Europäischen Union vom 31. Mai 2023, mit der die EU ihren Beitrag zur weltweiten Entwaldung und Waldschädigung verringern und der Emission von Treibhausgasen sowie dem Verlust an Biodiversität entgegenwirken möchte.
Diese Verordnung enthält Vorschriften für das Inverkehrbringen und die Bereitstellung auf dem Unionsmarkt
sowie für die Ausfuhr aus der Union von relevanten Erzeugnissen die in Anhang I genannt werden und die relevante Rohstoffe enthalten, mit diesen gefüttert wurden oder unter deren Verwendung hergestellt wurden.
Die vorgesehene Einteilung der EU-Staaten in Risikogruppen hat noch nicht stattgefunden.
In Deutschland ist das Bundesministerium für Ernährung und Landwirtschaft für die Durchführung verantwortlich.
Die Kommission hat am 13. November 2024 Leitlinien für die Verordnung (EU) 2023/1115 über entwaldungsfreie Erzeugnisse (C/2024/6789) veröffentlicht.
Ursprünglich sollte die Verordnung ab 30. Dezember 2024 zur Anwendung kommen. Dieses Datum wurde nach Kritik bezüglicher der Umsetzung und Vorbereitung von der EU am 2. Oktober 2024 grundsätzlich um ein Jahr ab dem 30. Dezember 2025 gemäß der EU-Verordnung 2024/3234 verschoben.

## Ziel und Bedeutung der Verordnung
Die Verordnung (EU) 2023/1115 hat das Ziel, den Beitrag der Europäischen Union zur weltweiten Entwaldung und Waldschädigung erheblich zu reduzieren. Dies soll durch die Einführung strengerer Kontrollen über den Handel und die Ausfuhr bestimmter Rohstoffe und Erzeugnisse erreicht werden, die mit Entwaldung in Verbindung stehen. Die Verordnung stellt sicher, dass nur solche Produkte auf den EU-Markt gelangen, die nachweislich nicht zur Zerstörung von Wäldern beigetragen haben.
Diese Maßnahme ist Teil der umfassenderen EU-Strategie zur Bekämpfung des Klimawandels, zur Förderung der Biodiversität und zur Unterstützung nachhaltiger Lieferketten. Wälder spielen eine entscheidende Rolle bei der Speicherung von Kohlenstoff, der Erhaltung der Artenvielfalt und dem Schutz der Lebensgrundlagen von Millionen von Menschen weltweit. Durch die Regulierung des Handels mit rohstoffintensiven Produkten wie Rindfleisch, Soja, Palmöl und Holz will die EU sicherstellen, dass ihre Wirtschaftstätigkeiten nicht zur weiteren Abholzung von Wäldern, insbesondere in tropischen Regionen, beitragen.
Die Verordnung betont die Verantwortung der Unternehmen, die Legalität und Nachhaltigkeit ihrer Lieferketten nachzuweisen. Sie verpflichtet Importeure und Exporteure, eine Sorgfaltspflichtprüfung (Due Diligence) durchzuführen und sicherzustellen, dass ihre Produkte frei von Entwaldung und Waldschädigung sind. Damit soll ein bedeutender Beitrag zur Erreichung der globalen Klimaziele geleistet und der Verlust an Biodiversität eingedämmt werden.

## Verpflichtungen für Unternehmen
Unter der Verordnung (EU) 2023/1115 sind Unternehmen, die bestimmte Erzeugnisse in der Europäischen Union inverkehrbringen oder bereitstellen oder aus dieser exportieren, strengen Sorgfaltspflichten (Due Diligence) unterworfen. Diese Pflichten sollen sicherstellen, dass die Produkte nicht zur Entwaldung oder Waldschädigung beigetragen haben. Unternehmen müssen einen 3-stufigen Sorgfaltsprozess durchlaufen: Die Informationssammlung (Art. 9 EUDR), Risikobewertung (Art. 10 EUDR) und Maßnahmen zur Risikominderung (Art. 11 EUDR).
Zu den zentralen Verpflichtungen für Unternehmen gehören:
1. Sorgfaltspflichtprüfung (Due Diligence): Unternehmen müssen sicherstellen, dass ihre Produkte aus legalen und nachhaltigen Quellen stammen. Dies erfordert eine gründliche Analyse und Dokumentation der gesamten Lieferkette. Unternehmen müssen Risiken im Zusammenhang mit Entwaldung und Waldschädigung identifizieren, bewerten und minimieren.
2. Nachweispflichten: Unternehmen sind verpflichtet, nachzuweisen, dass die in Verkehr gebrachten oder ausgeführten Produkte nicht zur Entwaldung beigetragen haben. Dies umfasst die Bereitstellung von Geolokalisierungsdaten, die den genauen Ursprung der Rohstoffe belegen, sowie den Nachweis, dass diese Gebiete nach dem 31. Dezember 2020 nicht entwaldet wurden.
3. Risikobewertung: Unternehmen müssen das Risiko, ob Produkte mit Entwaldung in Verbindung stehen, bewerten. Die Risikoüberprüfung betrifft nicht nur die Entwaldungsfreiheit, sondern u. a. auch Aspekte von indigenen Völkern. Ferner muss das Unternehmen Maßnahmen ergreifen, um ein Risiko zu mindern. Diese Maßnahmen können unter anderem die Zusammenarbeit mit Zulieferern, die Durchführung unabhängiger Audits oder der Einsatz von Satellitendaten zur Überwachung der Anbauflächen umfassen.
4. Berichtspflichten: Unternehmen müssen regelmäßig Berichte über ihre Sorgfaltspflichtverfahren und deren Ergebnisse an die zuständigen Behörden übermitteln. Diese Berichte sind ein wichtiger Bestandteil der Transparenz und Rechenschaftspflicht und dienen dazu, die Einhaltung der Verordnung sicherzustellen.
5. Kontrollen und Sanktionen: Die Einhaltung der Verordnung wird durch nationale Behörden in den EU-Mitgliedstaaten überwacht. Bei Verstößen gegen die Sorgfaltspflichten können erhebliche Strafen verhängt werden, einschließlich Geldbußen und Handelsbeschränkungen.

Durch diese Verpflichtungen sollen Unternehmen in die Verantwortung genommen werden, um sicherzustellen, dass ihre Geschäftstätigkeiten nicht zur Entwaldung beitragen und dass die EU ihren Teil zum Schutz der globalen Wälder und zur Bekämpfung des Klimawandels leistet.

## Sanktionen und Durchsetzung
Die Verordnung (EU) 2023/1115 sieht strenge Sanktionen und eine rigorose Durchsetzung vor, um sicherzustellen, dass Unternehmen ihren Verpflichtungen zur Vermeidung von Entwaldung und Waldschädigung nachkommen. Die Durchsetzung der Verordnung liegt in der Verantwortung der nationalen Behörden der EU-Mitgliedstaaten, die verpflichtet sind, die Einhaltung durch Importeure und Exporteure zu überwachen.
Zu den zentralen Maßnahmen und Sanktionen gehören:
1. Kontrollen durch nationale Behörden: Die Mitgliedstaaten müssen regelmäßige Kontrollen durchführen, um sicherzustellen, dass Unternehmen die Sorgfaltspflichten erfüllen. Diese Kontrollen können stichprobenartig oder risikobasiert erfolgen und umfassen die Überprüfung der von den Unternehmen vorgelegten Due-Diligence-Dokumentation sowie die Inspektion von Waren.
2. Koordination auf EU-Ebene: Zur Sicherstellung einer kohärenten Durchsetzung der Verordnung arbeiten die nationalen Behörden eng mit der Europäischen Kommission zusammen. Die Kommission unterstützt die Mitgliedstaaten durch Leitlinien, technische Unterstützung und den Austausch bewährter Praktiken.
3. Sanktionen bei Verstößen: Unternehmen, die gegen die Verordnung verstoßen, müssen mit erheblichen Sanktionen rechnen. Diese können je nach Schwere des Verstoßes Geldbußen, den Entzug von Betriebsgenehmigungen, das Verbot des Handels mit bestimmten Produkten oder sogar strafrechtliche Konsequenzen umfassen. Die Höhe der Geldbußen kann dabei einen erheblichen Anteil am Jahresumsatz des Unternehmens betragen, um eine wirksame Abschreckung zu gewährleisten.
4. Beschlagnahme von Waren: Im Falle eines Verstoßes können betroffene Waren, die entgegen der Vorschriften in Verkehr gebracht oder ausgeführt wurden, beschlagnahmt und zerstört oder gespendet werden. Diese Maßnahme soll verhindern, dass illegale oder entwaldungsbedingte Produkte in den Handel gelangen.
5. Öffentliche Transparenz: Die Verordnung sieht vor, dass Informationen über Verstöße und die ergriffenen Maßnahmen öffentlich zugänglich gemacht werden. Diese Transparenz dient dazu, Druck auf Unternehmen auszuüben, ihre Lieferketten nachhaltig zu gestalten und gleichzeitig das Vertrauen der Verbraucher in umweltfreundliche Produkte zu stärken.

Durch diese Sanktionen und die strikte Durchsetzung soll sichergestellt werden, dass Unternehmen ihre Sorgfaltspflichten ernst nehmen und die Ziele der Verordnung erreicht werden: der Schutz der Wälder und die Bekämpfung von Entwaldung und Waldschädigung.
| Relevanter Rohstoff | Relevante Erzeugnisse |
| --- | --- |
| Rind | 0102 21, 0102 29 Rinder, lebend ex 0201 Fleisch von Rindern, frisch oder gekühlt ex 0202 Fleisch von Rindern, gefroren ex 0206 10 Genießbare Schlachtnebenerzeugnisse von Rindern, frisch oder gekühlt ex 0206 22 Genießbare Lebern von Rindern, gefroren ex 0206 29 Genießbare Schlachtnebenerzeugnisse von Rindern (ohne Zungen und Lebern), gefroren ex 1602 50 sonstiges Fleisch, Schlachtnebenerzeugnisse oder Blut, anders zubereitet oder haltbar gemacht, von Rindern ex 4101 Rohe Häute und Felle von Rindern und Kälbern (frisch oder gesalzen, getrocknet, geäschert, gepickelt oder anders konserviert, jedoch weder gegerbt noch zu Pergament- oder Rohhautleder konserviert, noch zugerichtet), auch enthaart oder gespalten ex 4104 Gegerbte, auch getrocknete Häute und Felle von Rindern und Kälbern, enthaart, auch gespalten, aber nicht zugerichtet ex 4107 Nach dem Gerben oder Trocknen zugerichtetes Leder, einschließlich Pergament- oder Rohhautleder, von Rindern und Kälbern, enthaart, auch gespalten, mit Ausnahme von Leder unter Position 4114 |
| Kakao | 1801 Kakaobohnen und Kakaobohnenbruch, roh oder geröstet 1802 Kakaoschalen, Kakaohäutchen und anderer Kakaoabfall 1803 Kakaomasse, auch entfettet 1804 Kakaobutter, Kakaofett und Kakaoöl 1805 Kakaopulver ohne Zusatz von Zucker oder anderen Süßmitteln 1806 Schokolade und andere kakaohaltige Lebensmittelzubereitungen |
| Kaffee | 0901 Kaffee, auch geröstet oder entkoffeiniert; Kaffeeschalen und Kaffeehäutchen; Kaffeemittel mit beliebigem Kaffeegehalt |
| Ölpalme | 1207 10 Palmnüsse und Palmkerne 1511 Palmöl und seine Fraktionen, auch raffiniert, jedoch nicht chemisch modifiziert 1513 21 Palmkernöl und Babassuöl sowie deren Fraktionen, roh, auch raffiniert, jedoch nicht chemisch modifiziert 1513 29 Palmkernöl und Babassuöl und deren Fraktionen, auch raffiniert, jedoch chemisch unmodifiziert (ausgenommen rohe Öle) 2306 60 Ölkuchen und andere feste Rückstände aus der Gewinnung von Fetten und Ölen aus Palmnüssen oder Palmkernen, auch gemahlen oder in Form von Pellets ex 2905 45 Glycerin mit einer Reinheit von mindestens 95 % (berechnet anhand des Gewichts des trockenen Erzeugnisses) 2915 70 Palmitinsäure, Stearinsäure, ihre Salze und Ester 2915 90 Carbonsäuren, gesättigt, acyclisch, einbasisch, ihre Anhydride, Halogenide, Peroxide und Peroxysäuren; ihre Halogen-, Sulfo-, Nitro- oder Nitrosoderivate, (ausgenommen Ameisensäure, Essigsäure, Mono-, Di- oder Trichloressigsäure, Propionsäure, Butansäuren, Pentansäuren, Palmitinsäure, Stearinsäure, ihre Salze und Ester, Essigsäureanhydrid) 3823 11 Stearinsäure, technische 3823 12 Ölsäure, technische 3823 19 Technische einbasisch Fettsäuren, saure Öle aus der Raffination (ausgenommen Stearinsäure, Ölsäure und Tallölfettsäuren) 3823 70 Technische Fettalkohole |
| Kautschuk | 4001 Naturkautschuk, Balata, Guttapercha, Guayule, Chicle und ähnliche natürliche Kautschukarten; in Primärformen oder in Platten, Blättern oder Streifen ex 4005 Kautschukmischungen, nicht vulkanisiert, in Primärformen oder in Platten, Blättern oder Streifen ex 4006 Andere Formen (z. B. Stäbe, Stangen, Rohre, Profile) und Waren (z. B. Scheiben, Ringe), aus nicht vulkanisiertem Kautschuk ex 4007 Fäden und Schnüre aus vulkanisiertem Kautschuk ex 4008 Platten, Blätter, Streifen, Stäbe, Stangen und Profile aus Weichkautschuk ex 4010 Förderbänder und Treibriemen aus vulkanisiertem Kautschuk ex 4011 Luftreifen aus Kautschuk, neu ex 4012 Luftreifen aus Kautschuk, runderneuert oder gebraucht; Vollreifen oder Hohlkammerreifen, Überreifen und Felgenbänder aus Kautschuk ex 4013 Luftschläuche aus Kautschuk ex 4015 Kleidung und Bekleidungszubehör (einschließlich Fingerhandschuhe. Handschuhe ohne Fingerspitzen und Fausthandschuhe) für alle Zwecke aus Weichkautschuk ex 4016 sonstige Waren aus Weichkautschuk, a. n. g. in Kapitel 40 ex 4017 Hartkautschuk (z. B. Ebonit) in allen Formen, einschließlich Abfälle und Bruch; Waren aus Hartkautschuk |
| Soja | 1201 Sojabohnen, auch geschrotet 1208 10 Mehl von Sojabohnen 1507 Sojaöl und seine Fraktionen, auch raffiniert, jedoch nicht chemisch modifiziert 2304 Ölkuchen und andere feste Rückstände aus der Gewinnung von Sojaöl, auch gemahlen oder in Form von Pellets |
| Holz | 4401 Brennholz in Form von Rundlingen, Scheiten, Zweigen, Reisigbündeln oder ähnlichen Formen; Holz in Form von Plättchen oder Schnitzeln; Sägespäne, Holzabfälle und Holzausschuss, auch zu Pellets, Briketts, Scheiten oder ähnlichen Formen zusammengepresst 4402 Holzkohle (einschließlich Kohle aus Schalen oder Nüssen), auch zusammengepresst 4403 Rohholz, auch entrindet, vom Splint befreit oder zwei- oder vierseitig grob zugerichtet 4404 Holz für Fassreifen; Holzpfähle, gespalten; Pfähle und Pflöcke aus Holz, gespitzt, nicht in der Längsrichtung gesägt; Holz, nur grob zugerichtet oder abgerundet, jedoch weder gedrechselt, gebogen noch anders bearbeitet, für Spazierstöcke, Regenschirme, Werkzeuggriffe, Werkzeugstiele und dergleichen; Holzspan, Holzstreifen, Holzbänder und dergleichen 4405 Holzwolle; Holzmehl 4406 Bahnschwellen aus Holz 4407 Holz, in der Längsrichtung gesägt oder gesäumt, gemessert oder geschält, auch gehobelt, geschliffen oder an den Enden verbunden, mit einer Dicke von mehr als 6 mm 4408 Furnierblätter (einschließlich der durch Messern von Lagenholz gewonnenen Blätter), Blätter für Sperrholz oder ähnliches Lagenholz und anderes Holz, in der Längsrichtung gesägt, gemessert oder geschält, auch gehobelt, geschliffen, an den Kanten oder an den Enden verbunden, mit einer Dicke von 6 mm oder weniger 4409 Holz (einschließlich Stäbe und Friese für Parkett, nicht zusammengesetzt), entlang einer oder mehrerer Kanten, Enden oder Flächen profiliert (gekehlt, genutet, gefedert, gefalzt, abgeschrägt, gefriest, gerundet oder in ähnlicher Weise bearbeitet), auch gehobelt, geschliffen oder an den Enden verbunden 4410 Spanplatten, „oriented strand board“-Platten (OSB) und ähnliche Platten (z. B. „wafer board“-Platten) aus Holz oder anderen holzigen Stoffen, auch mit Harz oder anderen organischen Bindemitteln hergestellt 4411 Faserplatten aus Holz oder anderen holzigen Stoffen, auch mit Harz oder anderen organischen Stoffen hergestellt 4412 Sperrholz, furniertes Holz und ähnliches Lagenholz 4413 verdichtetes Holz in Blöcken, Platten, Brettern oder Profilen 4414 Holzrahmen für Bilder, Fotografien, Spiegel oder dergleichen 4415 Kisten, Kistchen, Verschläge, Trommeln und ähnliche Verpackungsmittel, aus Holz; Kabeltrommeln aus Holz; Flachpaletten, Boxpaletten und andere Ladungsträger, aus Holz; Palettenaufsatzwände aus Holz (ohne Verpackungsmaterial, das ausschließlich als Verpackungsmaterial zum Stützen, zum Schutz oder zum Tragen eines anderen in Verkehr gebrachten Erzeugnisses verwendet wird.) 4416 Fässer, Tröge, Bottiche, Kübel und andere Böttcherwaren und Teile davon, aus Holz, einschließlich Fassstäbe 4417 Werkzeuge, Werkzeugfassungen, Werkzeuggriffe und Werkzeugstiele, Fassungen, Stiele und Griffe für Besen, Bürsten und Pinsel, aus Holz; Schuhformen, Schuhleisten und Schuh spanner, aus Holz 4418 Bautischler- und Zimmermannsarbeiten, einschließlich Verbundplatten mit Hohlraum-Mittellagen, zusammengesetzte Fußbodenplatten, Schindeln („shingles“ und „shakes“), aus Holz 4419 Holzwaren zur Verwendung bei Tisch oder in der Küche 4420 Hölzer mit Einlegearbeit (Intarsien oder Marketerie); Schmuckkassetten, Besteckkästchen und ähnliche Waren, aus Holz; Statuetten und andere Ziergegenstände, aus Holz; Innenausstattungsgegenstände aus Holz, ausgenommen Waren des Kapitels 94 4421 Andere Waren aus Holz Halbstoffe und Papier der Kapitel 47 und 48 der Kombinierten Nomenklatur, ausgenommen Erzeugnisse auf Bambusbasis und Wiedergewinnungsprodukte (Abfälle und Ausschuss) ex 49 Bücher, Zeitungen, Bilddrucke und andere Erzeugnisse des grafischen Gewerbes, hand- oder maschinengeschriebene Schriftstücke und Pläne ex 9401 Sitzmöbel (ausgenommen solche der Position 9402), auch wenn sie in Liegen umgewandelt werden können, und Teile davon, aus Holz 9403 30, 9403 40, 9403 50, 9403 60 und 9403 91 Holzmöbel und Teile davon 9406 10 Vorgefertigte Gebäude aus Holz |
| Hinweis: Unter allen, mit „ex“ markierten Zolltarifnummern können auch Produkte eintarifiert sein, die nicht aus einem relevanten Rohstoff hergestellt wurden. Hier gilt die Verordnung nur für die Produkte die tatsächlich aus dem relevanten Rohstoff hergestellt wurden. | |